# Warka
Warka je grad koji se nalazi u poljskom Mazovjeckom vojvodstvu. Smješten je u središnjoj Poljskoj 60 kilometara južno od Varšave. Gradom je postao 1321. godine, a bivše ime mjesta bilo je Winiary. Ovdje je djetinjstvo proveo general Kazimierz Pulaski, a Warka je rodno mjesto pukovnika Piotra Wysockog. Warka je također poznata po svojoj pivovari koja je tu od 1478.
Za vrijeme EURA 2012. Warka je bilo mjesto boravka nogometnih reprezentativaca Hrvatske.

## Vanjske poveznice
- Službene stranice grada
- TZ Warke  Arhivirana inačica izvorne stranice od 9. siječnja 2005. (Wayback Machine)
- Židovska zajednica u Warki  Arhivirana inačica izvorne stranice od 10. kolovoza 2016. (Wayback Machine)